# Spanische Armada

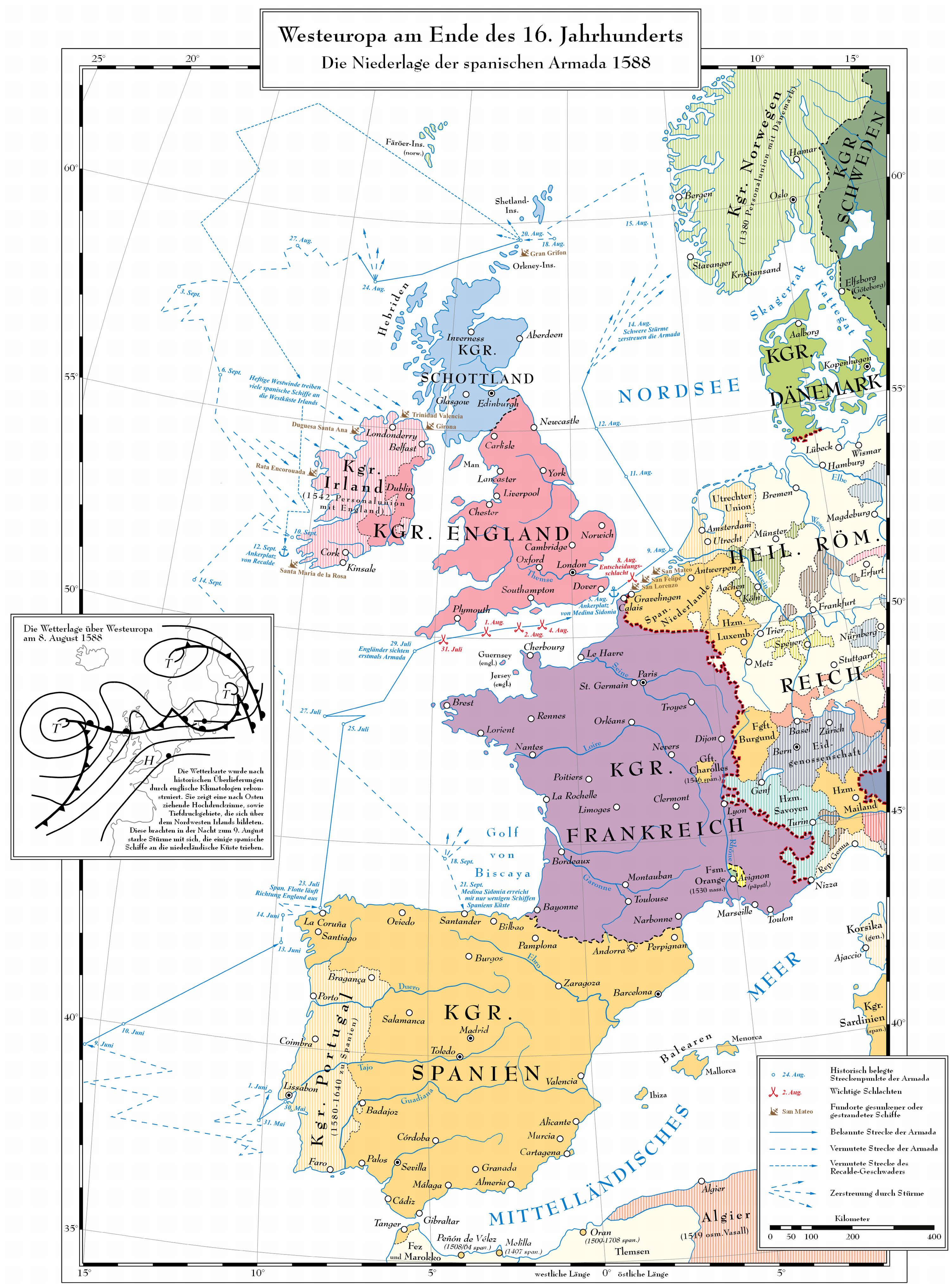
Die Niederlage der Spanischen Armada 1588

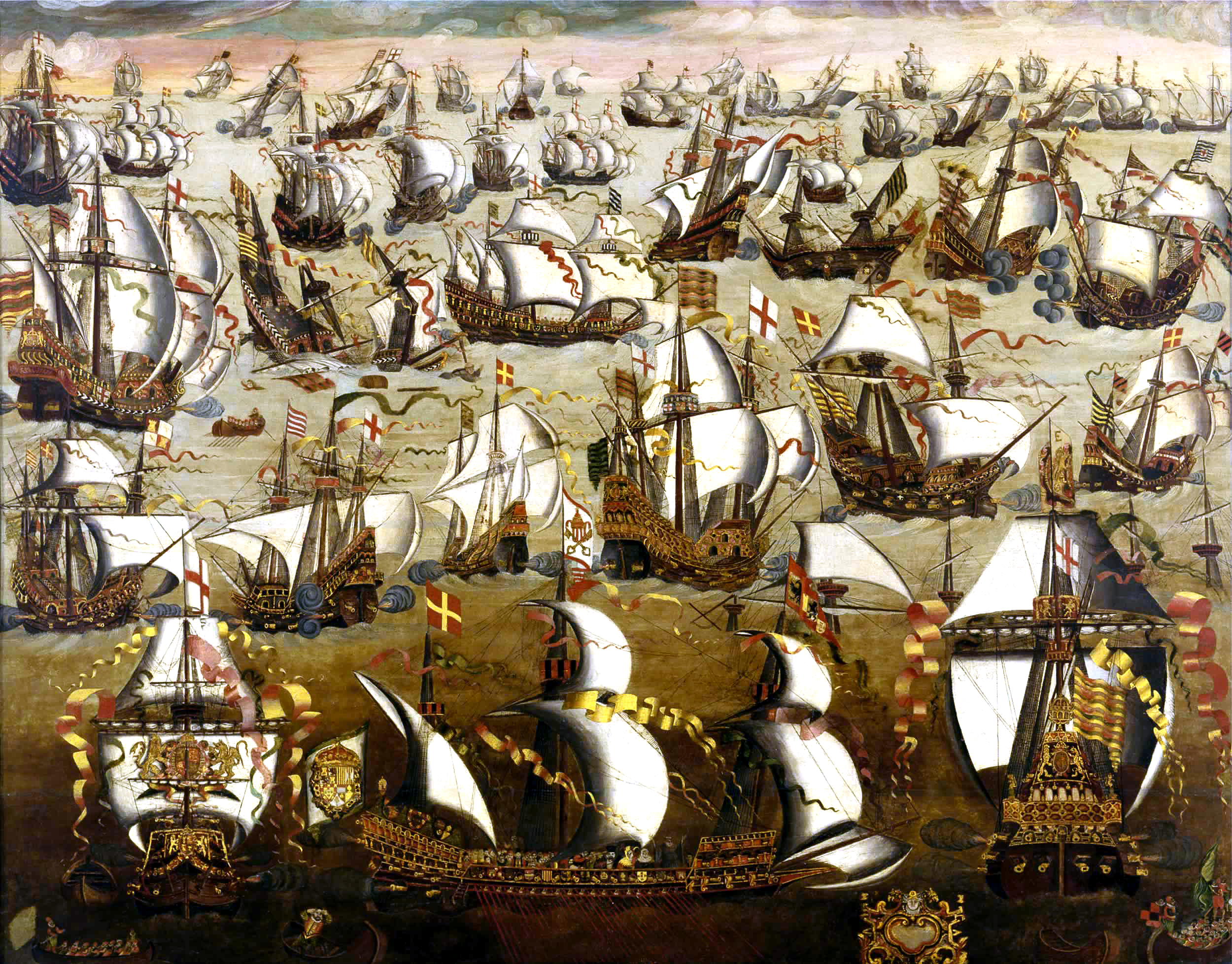
Die Schlacht zwischen der Spanischen Armada und der englischen Flotte (Gemälde der Englischen Schule, 16. Jahrhundert)

Die Spanische Armada (kurz: Armada) war die Kriegsflotte unter dem Befehl des Herzogs von Medina-Sidonia, die König Philipp II. von Spanien im Sommer 1588 aussandte, um England zu erobern und dessen Königin Elisabeth I. zu stürzen. Ihr stand die englische Flotte unter Charles Howard und den Vizeadmiralen Francis Drake, John Hawkins und Martin Frobisher gegenüber.
Zwischen dem 31. Juli und dem 8. August 1588 trafen beide Flotten im Ärmelkanal mehrfach aufeinander. Letztlich siegten die Engländer, die über modernere, manövrierfähigere Galeonen und weiter reichende Kanonen verfügten. Der Armada gelang es nicht, die in den Spanischen Niederlanden stehenden Invasionstruppen des Herzogs von Parma aufzunehmen und in England zu landen. Bei der Rückfahrt rund um die britischen Inseln wurde ein Großteil der verbliebenen Flotte durch Stürme zerstreut und zerstört. Die Niederlage der Armada gilt als Beginn des Niedergangs Spaniens und des Aufstiegs Englands als Seemacht.

## Begriff
Das Wort armada (von lateinisch armatus/-a/-um, „bewaffnet“) bedeutet im Spanischen „bewaffnet“, „gerüstet“ oder „gepanzert“ und wurde im Mittelalter für gepanzerte Belagerungsmaschinen, Türme oder Burgen, Schiffe, Formationen gepanzerter Kämpfer oder eine bewaffnete Macht im Allgemeinen verwendet. Durch die programmatische Bezeichnung der spanischen Kriegsflotte als Armada Invencible („unbesiegbare Streitmacht“) durch Philipp II. verengte sich die Bedeutung des Begriffs im späten 16. Jahrhundert auf „Kriegsflotte“. Heute bedeutet „Armada“ im Spanischen Kriegsmarine. Für die Flotte von 1588 wurde die propagandistische Bezeichnung Grande y Felicísima Armada (etwa „große und vom Kriegsglück reich beschenkte Kampfflotte“) gewählt. Im Deutschen und in vielen anderen Sprachen wurde die „Spanische Armada“ zum feststehenden Begriff.

## Vorgeschichte
Die Auseinandersetzung zwischen England und Spanien hatte verschiedene Ursachen. In der sich im Laufe des 16. Jh. abzeichnenden Auseinandersetzung ging es in erster Linie um den Kampf des alten, feudalen, absolutistischen und religiös intoleranten Spanien mit den vom aufstrebenden Bürgertum mit ersten demokratischen Ansätzen regierten Staaten. Der in England und den Niederlanden sich entwickelnde Kapitalismus ging einher mit größeren Rechten für das Bürgertum. Spanien und mit ihm der Feudalismus stand auf der Höhe seiner Macht. Der sich entwickelnde Kapitalismus in England jedoch sollte zeigen, dass er die leistungsfähigere Wirtschaftsform war. Hinzu kamen insbesondere auf spanischer Seite auch religiöse Erwägungen mit dem Anspruch der alleinseligmachenden katholischen Kirche, aber auch persönliche Abneigungen der Herrscherhäuser. Insbesondere England hatte sich von der katholischen Kirche und Teilen ihrer Lehre losgesagt und man praktizierte erstmals Ansätze einer Religionsfreiheit, wie sie im streng katholischen Spanien undenkbar war.
In Spanien und Portugal hatten sich Ende des 15. Jahrhunderts starke Königreiche herausgebildet, die leistungsfähige Flotten unterhalten konnten. Das östliche Mittelmeer kontrollierten die erstarkten Osmanen. Sie sahen sich als die Erben des byzantinischen Reiches an und strebten nach einem Reich, welches das gesamte Mittelmeer umfassen sollte, ähnlich dem antiken römischen Reich. Die alten Handelsrouten in den Osten kamen unter ihre Kontrolle und weitgehend zum Erliegen. Die sich in Nordafrika herausbildenden Barbareskenstaaten gefährdeten zusätzlich die alten Handelsrouten in den Osten nachhaltig, so dass die neuen Reiche des Westens sich andere Wege suchen mussten. Portugal suchte und fand den Weg nach China und Indien im Osten um Afrika herum, Spanien suchte den Weg nach Westen und fand auf diesem Weg Amerika wieder, welches es in den folgenden Jahrhunderten ausplünderte und mit dessen Gold- und Silber es seine Flotte und seine Armee finanzierte und so zur größten See- und Landmacht Europas aufstieg.
Frankreich war durch die Hugenottenkriege innerlich zerstritten und konnte deshalb keine Gelder für eine größere Flotte zur Sicherung eigener Interessen mobilisieren, jedoch kam es immer wieder zur Ausrüstung von Schiffen für lukrative Piraterieunternehmungen. Dem Heiligen Römischen Reich waren trotz seiner Größe durch die Kleinstaaterei die Hände gebunden. Die einzelnen Fürsten konnten sich keine Flotte leisten; auch lagen die größeren Fürstentümer nicht am Meer. Den halbherzigen ersten Versuchen Brandenburgs, des späteren Preußens, war kein Erfolg beschieden, da sich die wenigen Kriegsschiffe Brandenburgs nicht mit den Flotten anderer Staaten messen konnten. Sie dienten eher als Begleitschiffe zum Schutz von Konvois oder von Walfängerflotten vor muslimischen Korsaren und französischen Kaperern. Der deutsche Kaiser Karl V., der Vater Philipps II. von Spanien, war als Karl I. auch König von Spanien. Er unterhielt zwar eine schlagkräftige Galeerenflotte im eher ruhigen Mittelmeer, meinte aber, auch keine deutsche Hochseeflotte aufbauen zu müssen, da ihm die spanische und niederländische Flotte (die Niederlande waren zu der Zeit noch unter spanischer Herrschaft) ebenfalls zu Diensten stand. Mit der Trennung der Königshäuser von Spanien und dem der österreichischen Habsburger verlor das Heilige Römische Reich alle atlantiktauglichen Schiffe, es besaß aber auch keinen Hafen mehr, in dem es diese stationieren konnte. Die einzigen dazu fähigen freien Reichsstädte Bremen und Hamburg verweigerten sich dem Kaiser. Sie wollten keine Kriegsflotten in ihren Häfen, ihr Erfolg beim Handel beruhte nicht zuletzt auf ihrer strikten Neutralität gegenüber jeder ausländischen Macht, da es aufgrund der Schwäche des Deutschen Reiches durch seine Kleinstaaterei kein Druckmittel gab, um ihre Interessen militärisch durchzusetzen. Zudem hatten Teile des Heiligen Römischen Reichs deutscher Nation genug mit den aufstrebenden Osmanen zu tun und auch mit innerdeutschen Konflikten wie der Reformation. In England gab es neben Inlandskrisen auch noch Kriege mit Schottland. Die Großmacht Schweden suchte ihre Ziele im Osten und in Norddeutschland.
Die Welt außerhalb Europas hatte Papst Alexander VI. 1493 mit einer päpstlichen Bulle in zwei katholische Hälften geteilt. Der westliche Teil sollte Spanien, der östliche Portugal gehören, was diese am 7. Juni 1494 im Vertrag von Tordesillas regelten. Andere Länder waren vom Papst nicht berücksichtigt worden. Die Trennlinie verlief zweihundert Meilen westlich der Azoren und Kapverden vom Nord- zum Südpol. Nachdem Ferdinand Magellan die Erde umrundet hatte, wurde die Linie im Vertrag von Saragossa auf die pazifische Seite erweitert. Da die Ostausdehnung Südamerikas zumindest den Spaniern damals noch nicht allgemein bekannt war, verlief eine etwas modifizierte, neue Trennlinie durch Südamerika, was es Portugal erlaubte, dort Siedlungen zu gründen. Aus ihnen entstand später der einzige Portugiesisch sprechende Staat Lateinamerikas: Brasilien.
Das englische Bürgertum war jedoch im Aufstreben, und England erstarkte nach der Überwindung innerer und äußerer Zwistigkeiten im Laufe des 16. Jahrhunderts zunehmend. Mitte des 16. Jahrhunderts entdeckten die Engländer den Fischreichtum Neufundlands und wilderten somit in vom Papst Spanien und auch Portugal zugeschriebenen Gewässern. Die Entscheidung des Papstes hatte jedoch wenig Einfluss, da der eigene regierende König (und nicht mehr der Papst) Oberhaupt ihrer anglikanischen Kirche war. Spanien protestierte, hatte aber keine Schiffe frei, welche die Engländer im für Spanien wirtschaftlich unwichtigen Norden Amerikas in die Schranken hätte weisen können. Die spanische Flotte wurde zur Bewachung der wichtigen Gold- und Silbertransporte gebraucht, weil diese von Piraten verschiedener Länder gezielt und recht erfolgreich überfallen wurden.
Als Engländer 1568 im Hafen von San Juan de Ulúa im Golf von Mexiko ihre Schiffe reparierten, wurden sie von einer starken spanischen Flotte überfallen, nur wenige entkamen nach England (Hauptartikel: San Juan de Ulúa). Das wird als Wendepunkt der bis dahin neutralen Beziehung zwischen England und Spanien angesehen, deren Annäherung 1554 sogar in der Heirat von Philipp II. mit Maria Tudor, von 1553 bis 1558 Königin von England und Irland, gegipfelt hatte. Aus dieser Verbindung ergab sich aber kein rechtmäßiger Nachwuchs und auch kein Einfluss Philipps II. auf die englische Politik. Die von ihm gewünschte Restauration der katholischen Kirche in England kam nicht zustande. Nach dem Tod von Maria Tudor im November 1558 bestieg ihre Halbschwester Elisabeth am 15. Januar 1559 den Thron. Sie unterstützte die gegen Spanien gerichtete Piraterie, wollte aber den offenen Krieg vermeiden. Zwischen 1569 und 1580 kam es zu inoffiziellen Feindseligkeiten zwischen England und Spanien im Karibischen Meer. Die Rivalität im Handel entwickelte sich durch die religiösen Zwistigkeiten und das Bekanntwerden von Misshandlungen britischer Gefangener bis hin zu deren Verbrennung als Ketzer durch die Spanier zur offenen Feindschaft.
1580 starb das portugiesische Königshaus aus und Portugal fiel an Spanien, wodurch Philipp II. als Philipp I. auch König von Portugal wurde. Er war mit der portugiesischen Erbprinzessin Maria von Portugal verheiratet gewesen, bis diese 1545 im Alter von 17 Jahren kurz nach der Geburt ihres Sohnes Don Carlos im Kindbett verstarb. Somit fiel ihm auch der portugiesische Teil der vom Papst geteilten Welt zu, welche er nun uneingeschränkt kolonisieren durfte und entsprechend der päpstlichen Bulle missionieren sollte. Frankreich war innenpolitisch weiterhin sehr zerstritten, jedoch erstarkte das Bürgertum in den Niederlanden und England. Die von Frankreich, England und den Niederlanden aus operierenden Piraten wurden zunehmend für Spanien zum Problem. Im Interesse dieser Staaten lag es, Spanien zu schwächen, um sich einen größeren Anteil an den Eroberungen, aber auch beim lukrativen Sklavenhandel zu sichern. Deshalb unterstützte England die Hugenotten in Frankreich und die Protestanten in den Niederlanden, welche sich aus der spanischen Abhängigkeit zu befreien versuchten.
Auf den Weltmeeren herrschte wirtschaftliche Konkurrenz. Die Angriffe und der Schmuggel englischer Freibeuter wie Francis Drake und John Hawkins in der Karibik oder die Weltumsegelung des Francis Drake (1577–1580) forderten die Spanier in ihren Kolonien heraus und brachten den Silberfluss aus dem bolivianischen Potosí nach Spanien ins Stocken. Am 4. April 1581 erhob Königin Elisabeth Drake an Bord seines Schiffes in den Ritterstand. Sie ließ ihn vor sich niederknien und übergab einem französischen Diplomaten das Schwert, mit dem dieser ihn zum Ritter schlug. Wahrscheinlich war das als Affront gegen den König von Spanien gedacht und sollte dazu beitragen, Spanien in einen Konflikt mit Frankreich zu verwickeln. Philipp II. hatte vorher in einer Protestnote gefordert, Drake an Spanien auszuliefern.
Ein weiterer Aspekt war die religiöse Komponente, die dem streng katholischen Philipp sehr am Herzen lag: Die protestantische Elisabeth unterstützte die Protestanten in Frankreich und den Niederlanden. So stand sie in Frankreich hinter Heinrich von Navarra, dem „König ohne Krone, der ohne Geld Krieg führt“, und stützte ihn gegen die katholische Gegenpartei des Herzogs von Guise, der wiederum von Spanien unterstützt wurde. In den Niederlanden unterstützte sie die Aufständischen (Geusen) und Wilhelm von Oranien gegen die spanische Besatzung.
Auf spanischer Seite stand z. B. Don Juan de Austria, Philipps Halbbruder und Sieger der Seeschlacht von Lepanto. Dieser beabsichtigte, mit einem Truppenverband den Kanal zu überqueren, in England zu landen, Elisabeth zu entthronen und die Katholikin Maria Stuart zu heiraten. Aber bis zu seinem Tod 1578 hinderte ihn Philipps vorläufiger Einspruch an diesem Unternehmen.
Weiterhin war Philipp II. von Spanien selbst mit Maria Tudor (die Blutige) verheiratet gewesen. Danach machte er Elisabeth Heiratsanträge, welche jedoch von ihr als „unschicklich“ abgelehnt wurden.

## Vorbereitungen

### Ausgangssituation und Spionage
Bereits in den 1570er Jahren riet der spanische Admiral Alvaro de Bazán, Marqués de Santa Cruz, Philipp II. zu einer Invasion Englands. Er hatte einen Plan erarbeitet, nach dem eine Flotte von 150 Kriegs- und 360 Transportschiffen ein Heer von 30.000 Mann von den spanischen Niederlanden nach England bringen sollte. Philipp II. bewilligte großzügige Mittel für die Planung dieser Aktion.
Zugute kam den Spaniern bei diesem militärischen Vorhaben die Tatsache, dass die englische Küste größtenteils schwach gesichert war. Der englische König Heinrich VIII. hatte zwar während der ersten Hälfte des 16. Jahrhunderts die Errichtung mehrerer Küstenfestungen veranlasst, doch waren diese bereits damals veraltet. Zudem wurde die spanische Kriegsflotte durch die Angliederung Portugals an Spanien im Jahre 1580 vergrößert.
Allerdings war die englische Spionage trotz großen Geldmangels nicht untätig. Der Begründer des britischen Geheimdienstes, Francis Walsingham, vertrat den Standpunkt, dass Elisabeth I. niemals ihres Lebens und Throns sicher sein könne, solange die Katholiken mit Philipp II. an der Spitze Maria Stuart gegen sie einsetzen könnten. Walsingham gelang es erstmals, ein Netz von Agenten in Europa aufzuziehen; er perfektionierte auch die Konspiration und ließ kryptografische Verfahren für die Kommunikation mit den Agenten entwickeln, welche diesen eine Sicherheit bot, wie sie es vorher nicht gab. Seine Suche nach den Beweisen für ein Verfahren gegen die schottische Ex-Königin verlief parallel zu den ersten Informationen über die Bildung der Armada. Im Juli 1586 schrieb z. B. der englische Botschafter (und Doppelspion) E. Stafford aus Paris: „Die spanischen Kreise prahlen hier, dass das Reich ihrer Majestät innerhalb von drei Monaten angegriffen würde und eine große Armee sich bereits darauf vorbereite.“
Anfang des Jahres 1587 gelang es Walsingham, einen Mitarbeiter beim damaligen spanischen Großadmiral Alvaro de Bazán, Marqués Santa Cruz, dem Vorgänger von Medina Sidonia, als Spion zu gewinnen. Dieser teilte ihm wichtige Details der spanischen Planungen mit. So beschäftige sich Großadmiral Santa Cruz mit dem Verlauf der Themse und ob sie für eine große Flotte befahrbar sei. Auch die weiteren Ziele der spanischen Aufklärung konnte Walsingham auskundschaften: Ein Agent „B“ sollte in England angeworben werden und ermitteln, welche Parteien (Puritaner, Protestanten usw.) es im englischen Regierungsrat gab, welche Führer sie hatten und ob sie einem Friedensvertrag mit Spanien zustimmen würden, ob die Engländer die bevorstehende Invasion eventuell bezweifeln würden und wo man sie konkret erwartete. Die englische Spionage erfuhr die weiteren Interessen der spanischen Aufklärung, der es um die Verteidigungseinheiten, ihre Reserven, Befehlshaber, eventuell neugebaute Befestigungen und nicht zuletzt um neu anzuwerbende Spione ging.
Zwischen den spanischen und englischen Quellen scheinen sich die Datumsangaben mitunter zu widersprechen. Das ist darin begründet, dass in Spanien, einem papsttreuen Land, die von Papst Gregor XIII. durchgeführte Kalenderreform umgesetzt wurde, das protestantische England aber noch nach dem julianischen Kalender datierte.

### Erste englische Erfolge

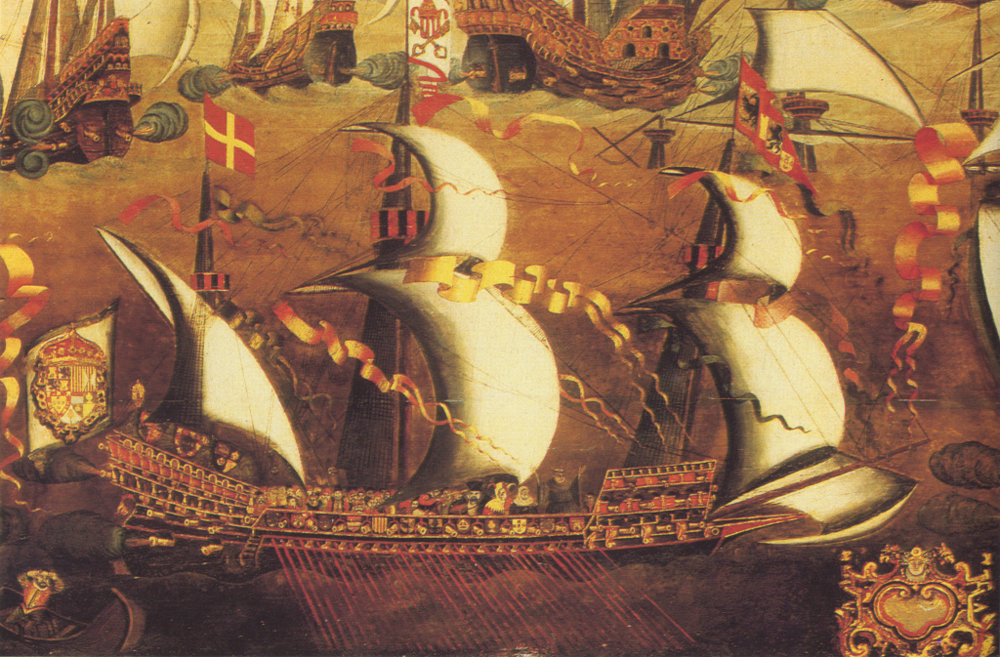
Galeasse der Armada

England ging in die Offensive und es gelang, ein Mordkomplott gegen Elisabeth, die „Babington-Verschwörung“, aufzudecken. Auch wenn man in Betracht zieht, dass Walsingham die Vorbereitungen seiner Feinde durch sein vorgespieltes Übersehen ihrer Aktivitäten gefördert hatte, so war es doch Maria Stuart, die den Plan unterschrieb, und ihre weiteren Verschwörer, die das Attentat eingefädelt hatten. Walsingham hatte jedoch nur scheinbar weggesehen, in Wahrheit aber die Verschwörer nur in Sicherheit gewiegt, bis diese glaubten, tatsächlich losschlagen und Elisabeth töten zu können. Man geht sicher nicht fehl in der Annahme, dass der Invasion Englands die Ermordung Elisabeths vorausgehen sollte. Hatte Elisabeth bisher gezögert, Maria Stuarts königliches Blut zu vergießen, unterschrieb sie nun das schon lange vorher von den Richtern gefällte Todesurteil. Maria Stuart wurde im Februar 1587 hingerichtet.
Gerüchte über die bevorstehenden Operationen verbreiteten sich in ganz Europa und bis 1587 versuchten die Engländer, die Invasion im Keim zu ersticken. Eine englische Flotte überwachte nun ständig die flämische Küste.
Francis Drake erhielt in der königlichen Kanzlei folgende Anweisung: „Er soll den Angriffsabsichten der spanischen Flotte zuvorkommen und verhindern, dass sich im Raum von Lissabon spanische Seestreitkräfte ansammeln!“ Der inzwischen zum Admiral ernannte Drake rüstete innerhalb von zwei Wochen eine Flotte von 23 Schiffen aus, in die sich auch rein private Unternehmer einreihten, welche auf den inzwischen bei Drakes Unternehmungen üblichen hohen Profit spekulierten. Da es aber noch keine Kriegserklärung gab und man sich mit dem Befehlshaber der spanischen Truppen in den Niederlanden, dem Herzog von Parma, in geheimen Friedensverhandlungen befand, versuchte die Königin den Schein zu wahren und schickte Drake einen neuen Befehl: „… Halten Sie sich davor zurück, in irgendeinen Hafen des genannten Königs [Philipp II.] mit Gewalt einzudringen, irgendeine Stadt, irgendein vor Anker liegendes Schiff oder irgendeine feindliche Handlung auf dem Festland gegen ihn durchzuführen …“. Dieser Befehl erreichte Drake nicht mehr rechtzeitig vor seinem Auslaufen, was daran lag, dass die Königin Elisabeth ihn eine Woche danach überhaupt erst unterzeichnete. Sie wollte damit nur ihre Hände in Unschuld waschen, was ihr auch gelang. Drakes Flotte segelte zum größten spanischen Kriegshafen Cádiz.
Im Hafen von Cádiz stellte Drake 80 (nach anderen Quellen 60) verschiedene Schiffe fest, die gerade ausgerüstet wurden. Unter Ausnutzung des Überraschungsmoments fuhr Drake mit seinen Schiffen in den Hafen. Hier mussten die spanischen Seeleute erstmals die überlegene Feuerkraft der englischen Bronzekanonen gegenüber ihren Eisenrohren schmerzlich erkennen. Außerhalb der Reichweite der spanischen Kanonen beschoss die englische Flotte die spanischen Schiffe mit verheerender Wirkung. Auch die Geschosse der spanischen Küstenbatterien erreichten die Engländer nicht. Einzelne spanische Schiffe versuchten, den Kampf aufzunehmen, hatten gegen die englischen Schnellsegler und deren überlegene Kanonen aber keine Chance, da diese sie aus der Distanz angriffen. Im Laufe des Gefechts zerstörte oder beschädigte die Flotte unter Drake alle im Hafen vorhandenen Schiffe. Die Spanier verloren 30 Schiffe (nach Drakes Angaben 37). Anderthalb Tage lang tobte die Schlacht, was einer am Abend eingetretenen zwölfstündigen Windstille geschuldet war. Drakes Flotte hatte damit ausreichend Zeit, ihre weittragenden Kanonen einzusetzen, da die Spanier nicht auslaufen und ein Entsatz auf See nicht herbeieilen konnte. Durch die Windstille erhöhte sich die Treffsicherheit der Engländer. Die spanischen Galeeren konnten nicht erfolgreich eingreifen, da sie als erste Opfer der Engländer wurden. Vier von ihnen wurden erobert und als Beute nach England gebracht, der Rest versenkt. Die hastig vom Statthalter von Andalusien, dem Herzog von Medina-Sidonia, herbeigerufenen spanischen Landtruppen konnten eine Anlandung der Engländer letztlich verhindern, was noch größere spanische Verluste verhinderte. Das gelang aber nur, weil die Engländer aufgrund der Flaute nicht schnell genug in den Hafen eindringen konnten und die Spanier so Zeit fanden, die Truppen zu sammeln. Drake verlor kein einziges Schiff.
Drake unternahm nun weitere Streifzüge entlang der portugiesischen und spanischen Küste und erzielte weitere Erfolge. Einer davon war, dass er an der Küste 1.700 Tonnen bereits fertiger und getrockneter Fassdauben vorfand und verbrennen konnte. Aus diesen Dauben hätte man Fässer für 25.000 bis 30.000 Tonnen Lebensmittel oder Pulver herstellen können. Drake handelte bei diesen Aktionen erstmals rein militärisch und legte es nicht darauf an, nur wertvolle Beute zu machen. Das verärgerte die privaten Kapitäne, welche sich zum Teil seinem Oberkommando entzogen und vorzeitig nach England zurückfuhren. Als Drake aber erfuhr, dass die „San Felipe“, ein großes spanisches Handelsschiff, von den nun spanischen und nicht mehr portugiesischen Gewürzinseln kommend sich entlang der Küste Afrikas näherte, verlegte er dem Schiff bei den Azoren mit seiner Flotte den Weg und machte reiche Beute, insbesondere Elfenbein, Gold, Silber, Pfeffer, Zimt, Seide und andere Schätze. So wurde das Unternehmen noch einmal auch wirtschaftlich ein Erfolg.
Vor dieser Aktion eroberte Drake den Küstenort Sagres mit seinem Schloss. Hier nahm er nur vier Kanonen als Beute mit und ließ das Schloss anzünden. Das Gebäude war in schlechtem Zustand und kaum etwas erinnerte noch daran, dass Heinrich der Seefahrer hier einst Kartografen beschäftigt hatte, um die mauretanische Küste zu kartografieren. Die Bibliothek und das sich hier befindliche kartografische Institut Heinrich des Seefahrers mit all seinen Karten und Forschungsberichten wurde ein Opfer der Flammen. Drake wusste ganz sicher nicht, was er mit dem Niederbrennen dieses Gebäudes anrichtete.
Die englische Flotte blieb noch einige Zeit vor der spanischen Küste, wurde aber letztlich durch Krankheit und Mangel an Nachschub gezwungen, nach England zurückzukehren. Drakes Angriff verzögerte das Auslaufen der Armada um mehrere Monate.
Drake kommentierte nach seiner Rückkehr: „Ich habe dem König den Bart versengt“, was gleichermaßen Ausdruck der Schadenfreude wie auch des Pessimismus war, da es sich letztlich bestenfalls um ein Störmanöver gehandelt hatte, das ein Auslaufen der Armada nur verhältnismäßig kurz verhindern konnte, auch wenn es den Patriotismus in England befeuerte.

### Unterschiede in den Flotten
Die Spanier setzten auf ihre Erfahrung und ihre Traditionen. Ihre Schiffe hatten hohe, burgartige und ihrer Meinung nach furchteinflößende Heckaufbauten, Kastelle genannt. Diese hohen Aufbauten sorgten für einen hohen Schwerpunkt der Schiffe, der durch größeren Tiefgang kompensiert werden musste. Dieser Tiefgang wiederum machte die Schiffe jedoch langsam und schwerfällig. Die hohen Aufbauten waren auch windanfällig und boten große Ziele. Bei der Bewaffnung setzten die Spanier auf großkalibrige, schwere Eisenkanonen mit eingeschränkter Reichweite. Die schwersten Kaliber konnten wegen ihres Gewichts aber nur in geringer Stückzahl mitgeführt werden und befanden sich im unteren Batteriedeck, welches bei schwerer See nicht benutzt werden konnte. Die Erfahrungen aus den Schlachten im eher ruhigen Mittelmeer taugten nichts für die Gefechte im häufig stürmischen Nordatlantik. Zudem mobilisierten die Spanier alles, was ihnen zur Verfügung stand, was zu einem breit gefächerten Sammelsurium an verschiedenen Typen bis hin zu Galeeren führte. Das erschwerte es, die Schiffe in Verbänden einzusetzen, da sich ein Verband immer an den langsamsten und trägsten Schiffen orientieren musste. Die Armada verfügte über 2.431 Kanonen, davon waren die schweren Kaliber (934 Stück) aus Eisen. Weiter an Bord waren etwa 7.000 Arkebusen, rund 1.000 Musketen und 123.790 Kugeln für die Kanonen (etwa 50 je Geschütz) sowie der zum Abschuss der Kugeln nötige Pulvervorrat. Als problematisch sollte sich der lange Lafettenschwanz der spanischen Kanone erweisen, die gerade in den engen Batteriedecks langsamer nachgeladen werden konnten als die kompakteren Blocklafetten der Engländer. Tatsächlich dauerte der Nachladevorgang auf spanischen Schiffen mindestens eine Stunde, während die englischen Schiffe bis zu drei Schuss pro Stunde abgeben konnten, die zudem weiter flogen und besser trafen. Die Taktik der Spanier war, den Feind durch eine einzige Breitseite zu zermürben und ihn dann im Enterkampf niederzuringen, eine Taktik, bei der gerade die Transportschiffe mit ihren vielen Fußsoldaten eine große Bedeutung hatten.
Die Engländer verzichteten bei ihren Schiffen auf hohe Aufbauten und konnten somit auch den Tiefgang der Schiffe gering halten, ohne dass ihre Stabilität darunter litt. Das machte die Schiffe schnell und wendig. Die eher kleinkalibrigen leichteren englischen Bronzekanonen hatten einen im Gegensatz zu den schweren spanischen Eisenkanonen längeren Lauf, was die Reichweite und Treffsicherheit der Geschosse deutlich erhöhte, die Kanonen aber nur wenig schwerer machte. Von nicht zu unterschätzender Bedeutung war auch die Ausbildung der Kanoniere. Bei den Engländern wurden hierzu Seeleute eingesetzt, die deshalb regelmäßig mit ihren Kanonen trainierten, während die Spanier auf Soldaten zurückgriffen, die nur verhältnismäßig wenig Erfahrung mit der Handhabung der Geschütze in den engen Batteriedecks hatten. Als Folge der oben genannten Faktoren konnten die englischen Schiffe eine dreimal höhere Feuerrate im Vergleich zu den Spaniern erzielen. Auch die Engländer hatten verschiedene Schiffstypen in ihrer Flotte, jedoch waren sie von ihren Leistungsdaten recht ähnlich, zudem gelang es auch, sie zu homogenen Gruppen zusammenzufassen und so die Vorteile der Schiffstypen gezielter einsetzen zu können.
Ein weiterer nicht unerheblicher Vorteil war die Qualität der englischen Seeleute und Offiziere, die ihren Posten eigenen Verdiensten verdankten und nicht ihrer Abstammung oder der Protektion von Höflingen. So war zwar der Kommandant der englischen Flotte ein Herzog, aber zu den Vizeadmirälen zählten nur bekannte Kaperkapitäne und ausgezeichnete Seeleute. Francis Drake war beispielsweise der Sohn eines Bauern und hatte seine Karriere als Schiffsjunge begonnen.

## Die Armada

### Die Armada läuft aus

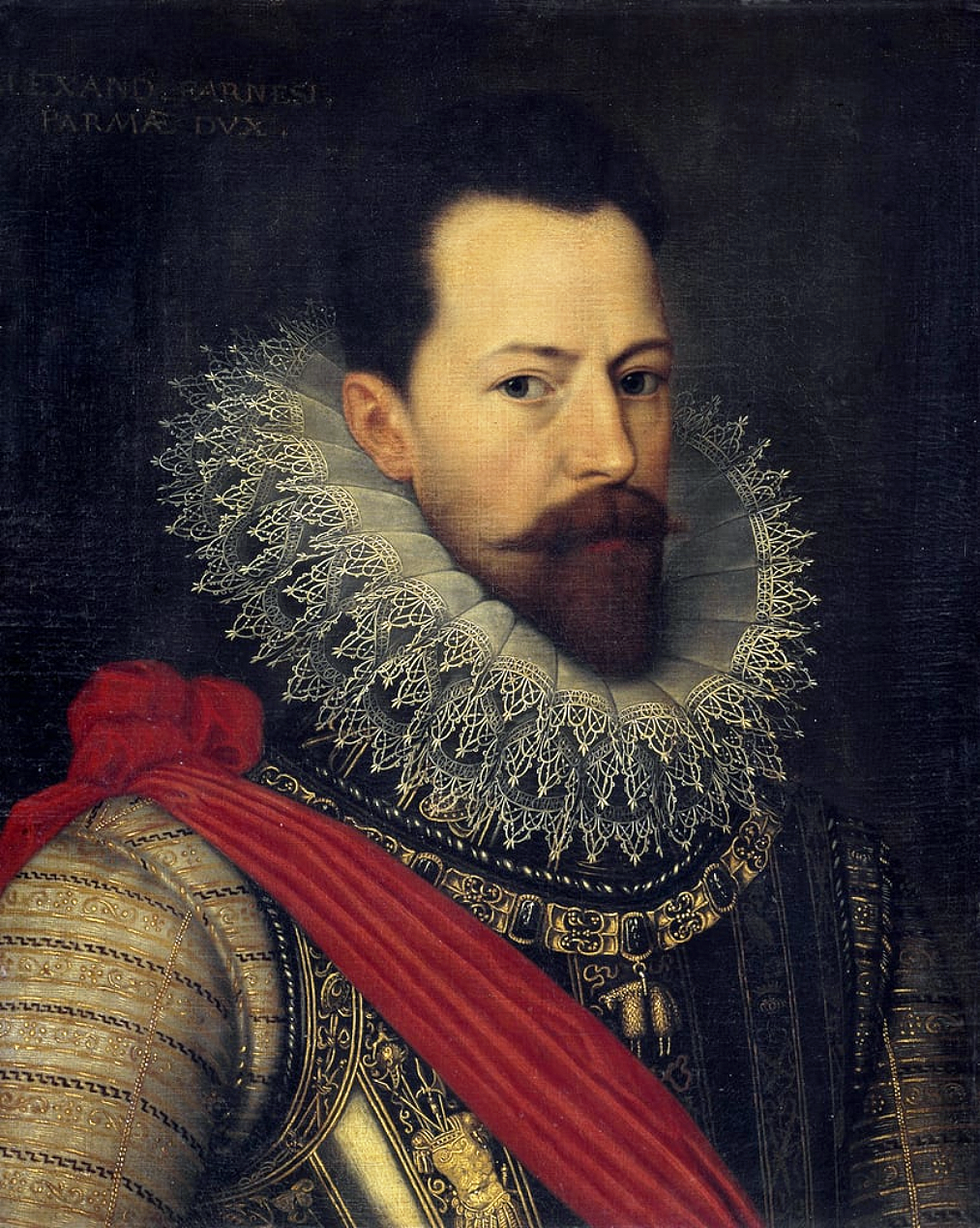
Alexander Farnese, Der Herzog von Parma

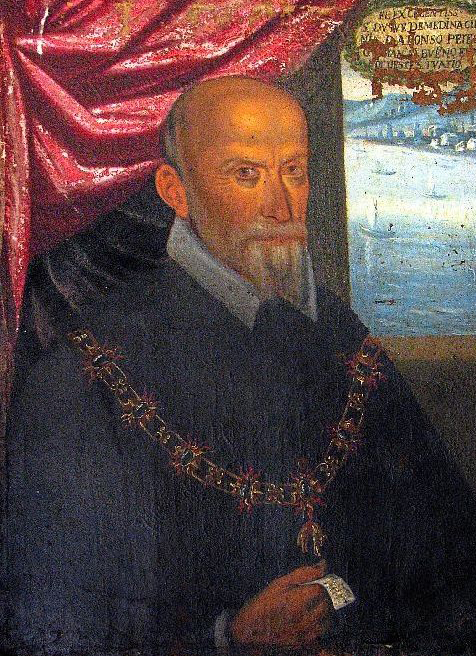
Alonso Pérez de Guzmán, Herzog von Medina-Sidonia

Der sonst eher bedächtige Philipp II. setzte den Großadmiral der spanischen Galeeren Alvaro de Bazán, Marqués de Santa Cruz, den Helden von Lepanto, gewaltig unter Druck und machte ihm immer wieder unrealistische Zeitvorgaben. Alvaro de Bazán strengte sich an, die Wünsche des Königs zu erfüllen, jedoch brach er am 9. Februar 1588 im Alter von 61 Jahren durch die Überlastung seiner Kräfte zusammen und verstarb. Der König erkor als Nachfolger den Herzog von Medina-Sidonia, der ein erfahrener Logistiker war, aber kein Seemann. Der Herzog war sich seiner Untauglichkeit für diese Aufgabe bewusst und bat wiederholt um seine Ablösung, da er vom Seekrieg keine Ahnung hatte und auch noch leicht seekrank wurde. Als Statthalter von Andalusien war er ein vortrefflicher Verwaltungsfachmann, aber seine militärischen Verdienste beschränkten sich darauf, dass er beim Überfall Drakes auf Cádiz mit schnell gesammelten Festlandstruppen eine Anlandung der Engländer verhinderte. Der König lehnte eine Ablösung ab. Fehlentscheidungen wurden seitens des Herzog von Medina-Sidonia aber nicht getroffen, da er immer auf seine erfahrenen Offiziere hörte.
Aus einem Brief des Herzogs an den König: „… Schon mein Gesundheitszustand macht mich untauglich für so eine Reise. Ich habe kaum Seeerfahrung, weiß nur, dass ich auf dem Rücken der Wellen ständig seekrank werde und mich von den Meereswinden schwer erkälte. … Da ich weder etwas von der Schifffahrt noch von der Kriegsführung verstehe, darin überhaupt nicht bewandert bin, habe ich kein Recht darauf, das Amt des Oberkommandierenden eines so riesigen Unternehmens anzunehmen. Ich habe nicht die geringste Ahnung, was der Marquis von Santa Cruz bis jetzt erledigt hat, welche Informationen er über England hatte …“ Der Herzog, ein vornehmer und in zivilen Verwaltungsfragen äußerst gewandter Grande von feiner Lebensart, erkannte nur zu genau, dass er für dieses Unternehmen der falsche Mann war. Der König gestattete jedoch nicht mal eine Debatte über seine Entscheidung.
Der König hatte als letzten Termin für das Auslaufen der Armada den 15. Februar festgesetzt. Der Termin war unrealistisch, verursachte vor Ort aber nur Chaos. Im Bestreben, den Termin zu halten, wurden Schiffe mit gerade verfügbaren, für sie aber viel zu großen Kanonen ausgerüstet. Deren Munition befand sich jedoch auf Schiffen, welche diese Kaliber gar nicht an Bord hatten. Es gab jede Menge weiterer Pannen. Der Sekretär des verstorbenen Marquis hatte die Kriegspläne, das Flottenverzeichnis, alle vertrauliche Post und die Aufklärungsunterlagen als persönlichen Nachlass des Marquis verpackt und wollte es dessen Familie zusenden. Erst auf direkten Befehl des Königs erhielt der Herzog diese für ihn überlebenswichtigen Papiere. Bei so viel Chaos konnte der Termin für das Auslaufen der Flotte nicht gehalten werden.
Die ersten Schiffe der Armada liefen am 28. Mai 1588 aus Lissabon aus. Der Aufbruch der Flotte mit 130 Schiffen zog sich bis zum 30. Mai hin. Die Schiffe waren mit etwa 27.000 Soldaten bemannt und mit 2.431 Kanonen bestückt. Die Armada sollte in den Niederlanden eine spanische Invasionsarmee unter Alexander Farnese, dem Herzog von Parma, schützen und ihre Überfahrt in unbewaffneten Transportschiffen nach England ermöglichen. Konkret lauteten Philipps Anweisungen an den Herzog von Medina-Sidonia, datiert auf den 1. April 1588: „Wenn ihr meine Befehle erhaltet, werdet Ihr mit der ganzen Armada auslaufen und gerade nach dem englischen Kanal segeln, durch diesen werdet ihr weiter bis zum Kap Marget fahren, um dort dem Herzog von Parma, meinem Neffen, die Hand zu reichen und ihm den Weg für seine Überfahrt freizumachen und zu sichern“.
Die Flotte bestand im Kern aus 64 Galeonen, mehrdeckigen Segelschiffen mit drei Masten, hohen Aufbauten, acht bis zehn großkalibrigen Eisenkanonen je Seite im Unterdeck und kleinkalibrigen Kanonen im Oberdeck sowie zwei nach hinten gerichteten Kanonen im Heck. Diese Schiffe hatten je nach Schiffsgröße 100 bis 500 Mann an Bord. Hinzu kamen vier veraltete Galeassen mit zwei Decks für 300 Mann Besatzung, einigen Geschützen auf dem Oberdeck und 300 Ruderern auf dem Unterdeck (Sklaven, Sträflinge und Kriegsgefangene). Den ältesten Teil der Flotte stellten vier Galeeren mit 200 bis 300 Mann Besatzung und 100 bis 150 Soldaten für den Enterkampf dar. Die Armada wurde zudem von Versorgungsschiffen begleitet.
Kaum war der damals unter spanischer Herrschaft befindliche Hafen Lissabon verlassen worden, meldeten die Schiffe, dass die Lebensmittel und das Trinkwasser verdorben seien. Hier rächte sich, dass man nach Drakes Verbrennung von großen Mengen getrockneter Fassdauben nun frisches Holz für die Fässer hatte verwenden müssen, welches sich verzog, so dass die Fässer undicht wurden. Da die Flotte sich der Geschwindigkeit der langsamsten Schiffen anpassen musste, wurde das nur 160 Seemeilen entfernte Kap Finisterre erst nach 13 Tagen erreicht. Jedoch konnten so weitere Schiffe zur Armada aufschließen. In der Biskaya kam ein Sturm auf und zerstreute die Flotte. Vier Schiffe sanken. Am 19. Juni entschied der Kriegsrat, La Coruña anzulaufen, um frische Lebensmittel zu bunkern und die Flotte wieder zu sammeln. Der Herzog von Medina-Sidonia versuchte ein letztes Mal, den Oberbefehl loszuwerden, für den er sich für völlig ungeeignet hielt, aber der König lehnte ab. Die von einem Sturm zerstreute Flotte sammelte sich innerhalb eines Monats in La Coruña, wurde dort neu verproviantiert, die Sturmschäden wurden ausgebessert, die Kranken geheilt oder ausgetauscht und die Fahrt ging am 21. Juli weiter.

### Die beiden Seekriegsstrategien

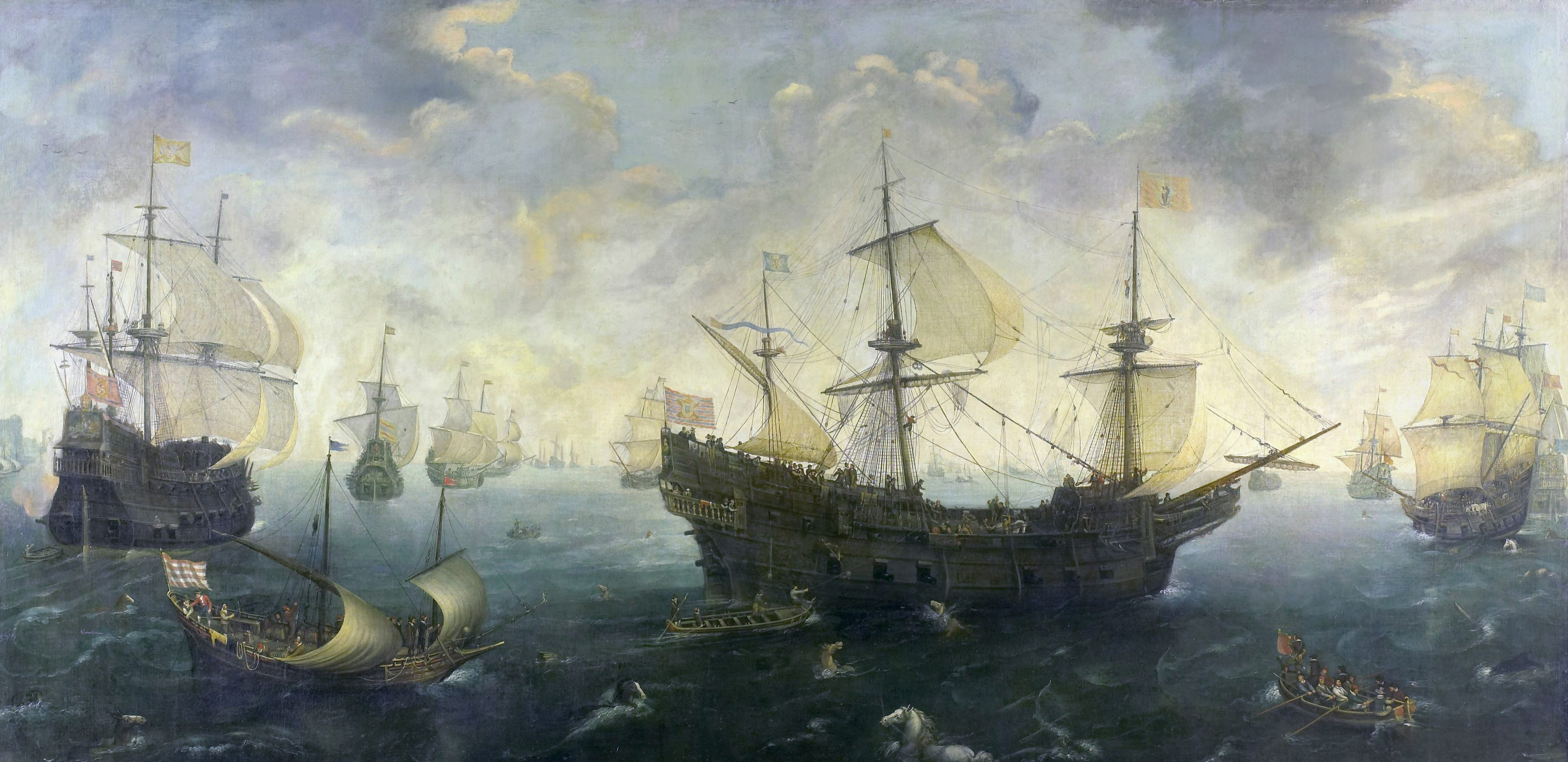
Die Armada an der englischen Küste, Gemälde von Cornelis Claesz. van Wieringen, um 1620–1625

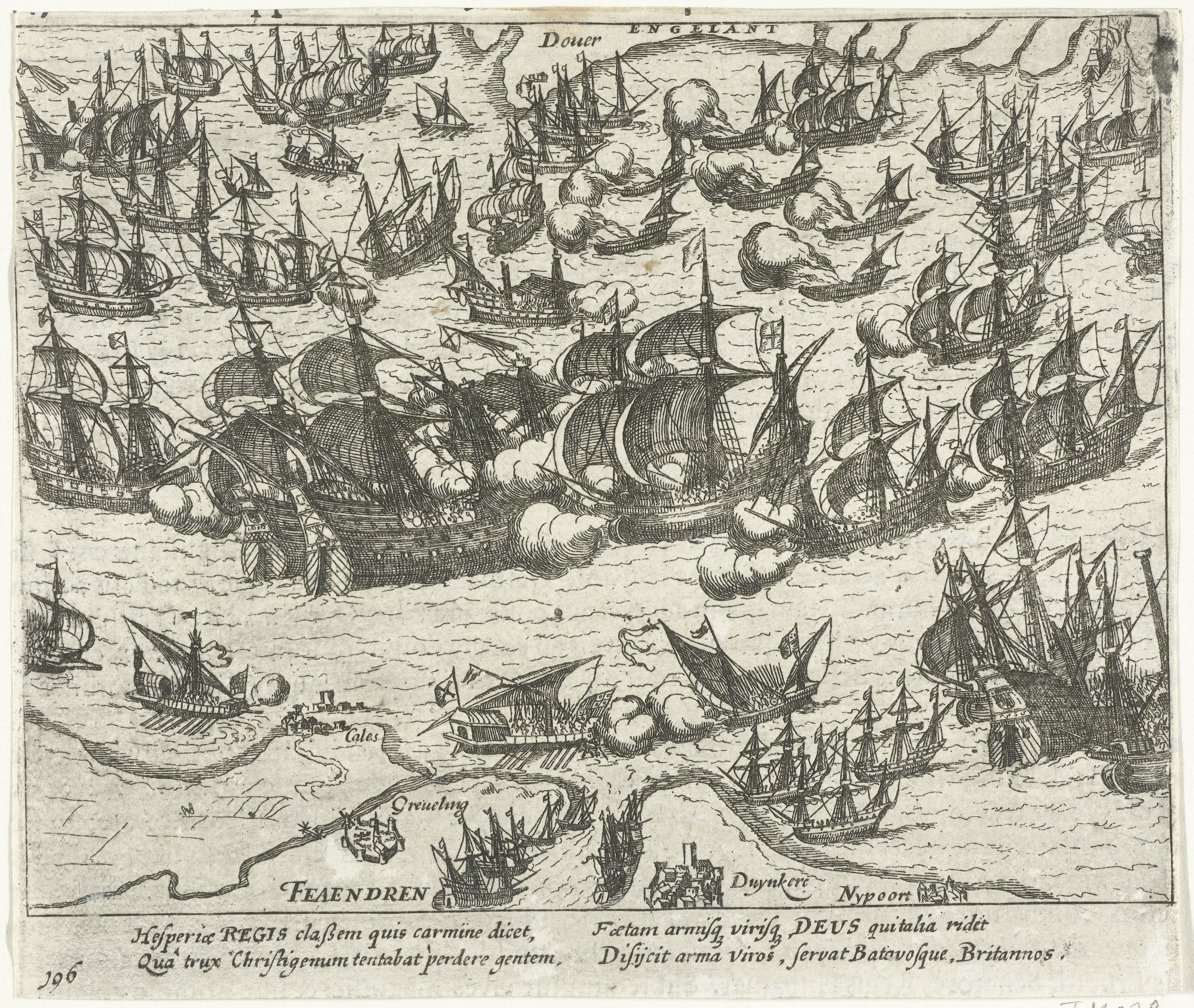
Die Armada in der Straße von Dover, Radierung von Frans Hogenberg

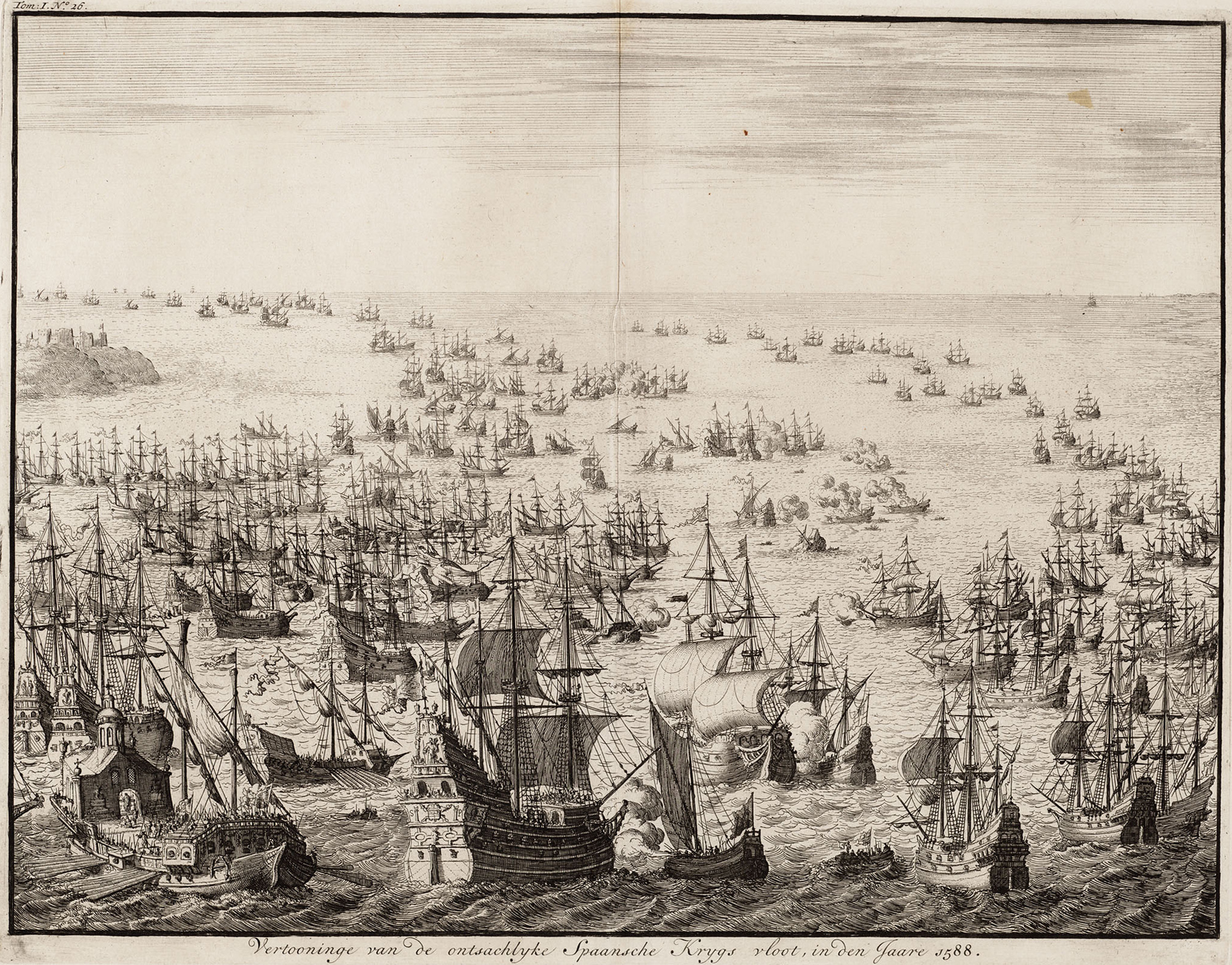
„Die mächtige Armada“, Radierung von Jan Luyken, 1679

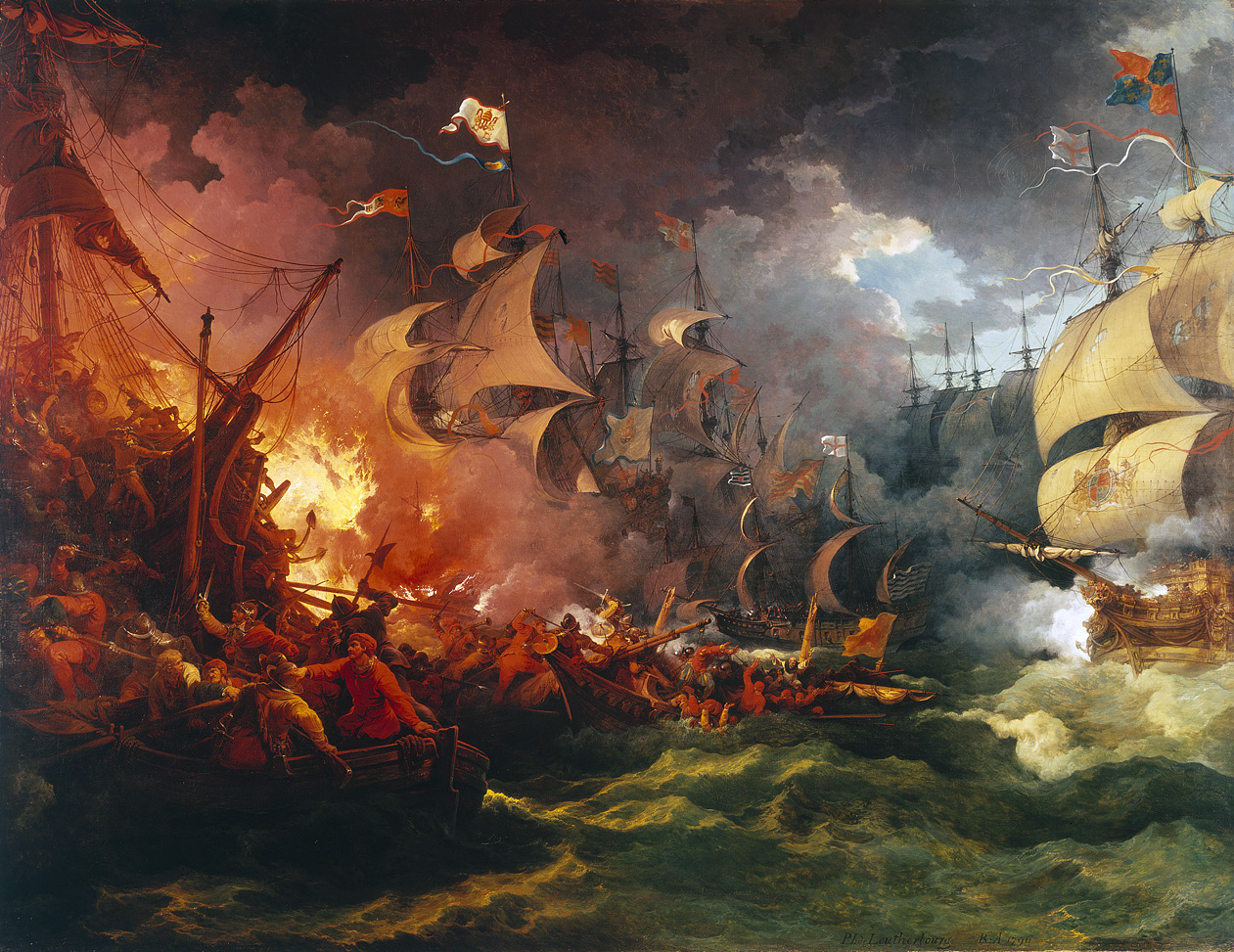
Schlacht im August 1588, Gemälde von 1796

Am 31. Juli 1588 (21. Juli nach dem damals noch in England gültigen julianischen Kalender) erschien die vermeintlich unüberwindliche Armada im Ärmelkanal und es kam zu Gefechten zwischen Engländern und Spaniern. Der englische Oberbefehlshaber, der Lord High Admiral Charles Howard of Effingham, vertraute den erfahrenen Staatspiraten, die seine Geschwader kommandierten. Diese waren John Hawkins, Richard Grenville und Martin Frobisher – alle drei wurden für ihre ausgezeichneten Leistungen im Kampf gegen die Armada geadelt – ferner Lord Henry Seymour, Sir William Winter und Sir Francis Drake. Die Spanier hatten eine halbmondförmige Schlachtordnung eingenommen, in der große, schwerfällige Schiffe das Zentrum bildeten. Sie waren hauptsächlich auf das Entern der gegnerischen Schiffe mit ihren an Bord befindlichen Soldaten ausgerichtet. Zur spanischen Flotte zählten sogar noch Galeeren, wie sie im Mittelmeer seit zweitausend Jahren verwendet wurden. Das war einer Seekriegsführung genüge getan, wie sie im Wesentlichen auch in der Seeschlacht von Lepanto 1571 umgesetzt worden war, nur dass der dort gebräuchliche Schiffstyp ein anderer war.
Die Engländer ließen es nicht auf den Enterkampf ankommen, da sie den Spaniern dabei nach ihrer Einschätzung unterlegen gewesen wären. Die spanischen Fußsoldaten galten als die besten und diszipliniertesten jener Zeit. Die Engländer nutzten die größere Reichweite ihrer Artillerie und die Schnelligkeit ihrer Schiffe und hielten die Spanier auf Distanz.
Die größten Schiffe auf jeder Seite waren Fahrzeuge mit einer Wasserverdrängung von etwa 1.000 Tonnen. Die Bestückung und damit auch die Gefechtstaktik der beiden Flotten unterschieden sich wesentlich voneinander. Die Spanier wollten den Gegner auf sehr kurze Entfernung beschießen, die Takelage seiner Schiffe und deren Besatzung treffen und dann die feindlichen Schiffe im Nahkampf nehmen. Jedes ihrer schweren Schiffe war deshalb mit bis zu 40 schweren, für diese Entfernung konzipierten Geschützen bestückt. Die Engländer bevorzugten zwar sonst ebenfalls den Enterkampf, hatten aber großen Respekt vor den spanischen Entermannschaften und wollten diesen Gegner erst durch die Kanonen dezimieren. Die Engländer nutzten ihre bessere Artillerie, um den Gegnern vorher größeren Schaden zuzufügen. Deshalb bestückten sie ihre Galeonen eher mit weitertragenden Feldschlangen.
Besonders wegen der hervorragenden spanischen Disziplin, die die Formation der Armada trotz täglicher Angriffe fast immer geschlossen hielt, richteten die englischen Angriffe auf Distanz aber kaum Schaden an.
Das Ziel der Engländer war, eine Vereinigung der Armada mit dem Invasionsheer um jeden Preis zu verhindern. Es galt, die Armada in eine Situation zu bringen, in der sie weder die in den Niederlanden festsitzenden Invasionstruppen bei einer Überfahrt ausreichend würde schützen können, noch selber eine erfolgreiche Anlandung in England würde schaffen können.
Der taktische Nachteil mit der Artillerie war den spanischen Seeleuten und zumindest einem Teil ihrer Führung durchaus bewusst: „Es ist allgemein bekannt, dass wir Gottes Sache vertreten. Wenn wir also auf die Engländer treffen, wird Gott die Dinge so lenken, dass wir in den Nahkampf gehen und entern können. […] Doch wenn uns Gott nicht durch ein Wunder hilft, werden die Engländer, die schnellere und wendigere Schiffe als wir und mehr weittragende Geschütze haben und sich dieses Vorteils wohl bewusst sind, uns nie aufschließen lassen, sondern Abstand halten und uns mit ihren Geschützen zu Stücken schlagen, ohne dass wir sie in nennenswerter Weise beschädigen können. So segeln wir nach England in festem Vertrauen auf ein Wunder.“

### Die Schlacht beginnt
Am Abend des 30. Juli sahen die Spanier erstmals bei Plymouth die Segel der englischen Flotte. Eine Eroberung von Plymouth wurde von Seiten Spaniens erwogen, wegen der engen Zufahrt zum Hafen und der starken Küstengeschütze ließ man den Plan aber wieder fallen. Im Morgengrauen wurde ein spanischer Schnellsegler unter dem Kommando des erfahrenen Juan Martínez de Recalde zur Aufklärung losgeschickt. Dieser fand die englische Flotte und berichtete sorgenvoll, mit welcher Leichtigkeit die englischen Schiffe ein gemeinhin als schwer angesehenes Wendemanöver geschlossen ausführten. Als die Flotten sich näherten, bewunderten die spanischen Offiziere noch einmal die Leichtigkeit, mit der die englischen Schiffe sich bewegten, jedoch mussten auch die Engländer ihren Feinden Respekt zollen, als sie die perfekte Aufstellung der Armada zum Halbmond analysierten. Die spanische Flotte griff auf ihre bewährte Taktik der Halbmondformation zurück, die dank der großen Disziplin in deren Flotte äußerst gefährlich und effektiv war.
Die erste neuzeitliche Seeschlacht begann am 31. Juli 1588 mit mittelalterlichen Zeremonien. Der Herzog von Medina-Sidonia ließ die „Heilige Flagge“ hissen, sein Gegner, der Lordadmiral Howard, schickte ihm eine persönliche Kurierschrift, mit der er ihn zum Kampf aufforderte. Die Engländer ließen die Armada passieren und machten sich auf zur Verfolgung. Das schnitt den Spaniern den Rückzugsweg, aber auch eine Versorgung mit Nachschub aus Spanien, ab.
Es kam zu ersten Schusswechseln, die im Laufe des Tages zunahmen. Die Engländer preschten heran und beschossen die Spanier aus großer Distanz, um sich dann schnell wieder zurückzuziehen. Die Spanier antworteten mit ihren Kanonen. Letztlich nahm keine der beiden Seiten nennenswerten Schaden und die Armada bewegte sich weiter den Kanal entlang. Der Munitionsverbrauch auf beiden Seiten war hoch, die Schäden jedoch gering.
Die Spanier schadeten sich selbst mehr als der Gegner. Als sich die Armada nach einem Angriff neu formierte, stieß die Leitgaleere des andalusischen Geschwaders, die Nuestra Señora del Rosario, mit einem anderen Schiff zusammen und wurde schwer beschädigt. Minuten später explodierte aus ungeklärten Umständen die Pulverkammer der San Salvador. Nur wenige Seeleute konnten gerettet werden.
Francis Drake erkannte die Probleme der Nuestra Señora del Rosario und löschte nach Mitternacht die Positionslichter seines Schiffes Revenge, was ungewöhnlich war, da er in dieser Nacht der Oberkommandierende und sein Schiff das verantwortliche Leitschiff für die gesamte englische Flotte war. Howard, der mit seinem Flaggschiff das Leitsignal zeitweise aus den Augen verlor, da Drake es löschte, meinte dieses später wiederzuerkennen und erschrak, als er irgendwann als das Leitsignal tragende Schiff nicht die Revenge, sondern das gegnerische Flaggschiff San Martín identifizieren musste. Nur eine segeltechnische Meisterleistung ermöglichte die Flucht zurück in die eigenen Reihen und verhinderte eine Auseinandersetzung und mögliche Gefangennahme.
Zusammen mit zwei Schnellseglern und dem Kampfschiff Roebuck unternahm Drake ein persönliches Abenteuer. Im Morgengrauen tauchte er vor der Nuestra Señora del Rosario unter der Führung von Pedro de Valdés, dem Befehlshaber des andalusischen Geschwaders, auf. Als dieser erfuhr, dass „El Draque“ der Angreifer war, ergab er sich, obwohl das mit 46 Kanonen, 180 Matrosen und 300 Soldaten bewaffnete Schiff ohne Zweifel lange genug Widerstand hätte leisten können, um von der Armada Hilfe zu bekommen. Jedoch wurden weder der spanische Befehlshaber noch Drake zur Rechenschaft gezogen. Im Gegenteil, Drake, der seinen verantwortungsvollen Posten verlassen und so die eigene Flotte und hier insbesondere seinen Oberbefehlshaber gefährdet hatte, wurde beneidet, da an Bord seiner Prise sich ein Teil der Kriegskasse mit 55.000 Golddukaten befand und er so gewaltige Prisengelder erzielte. Auch Pedro de Valdés wurden in Spanien keine Vorwürfe gemacht.
Am Vormittag des 1. August entfaltete sich eine Schlacht, die von den Geschichtsschreibern häufig als Meeresballett bezeichnet wird. Die feindlichen Schiffe umkreisten sich einzeln oder in Gruppen, feuerten ihre Kanonen ab, gerieten mitunter in die Reichweite der Musketen, aber die Engländer vermieden jeden Enterversuch oder Nahkampf durch rasche Flucht. Die Munitionsverschwendung auf beiden Seiten war enorm, die Schäden auf beiden Seiten aber eher gering. Die Engländer mussten erkennen, dass sie die Formation ihres diszipliniert vorgehenden Gegners nicht so einfach würden brechen können, dieser ihnen aber auch nicht einen Nahkampf aufzwingen konnte, in dem die spanischen Entermannschaften ihnen womöglich überlegen gewesen wären.

### Der Kampf um den Kanal
In den ersten Augusttagen kam es täglich zu eher kleineren Kämpfen, welche alle zwar jede Menge Munition verbrauchten, aber nicht zu nennenswerten Erfolgen führten. Die Spanier fuhren weiter, ohne dass es den Engländern gelang, ihnen entscheidende Verluste beizubringen. Jedoch waren die Spanier bald besorgt über den hohen Munitionsverbrauch, da sie über keinen Nachschub verfügten. Doch auch die Engländer hatten Nachschubprobleme. Die Verluste beliefen sich nach Schätzungen von Zeitgenossen auf 170 tote und 250 verletzte Spanier, zu denen etwa 150 Opfer der Explosion der San Salvador und die Gefangenen der Nuestra Señora del Rosario zu rechnen sind. Die englischen Verluste werden auf die Hälfte der spanischen geschätzt. Genaue Angaben sind aber nicht mehr zu ermitteln, da die Kapitäne Verluste gerne verschwiegen um die Heuer oder den Sold der toten Seeleute und Soldaten für sich einzubehalten.
Vor der Straße von Dover stieß der Verband von Lord Seymour zu der englischen Flotte. Er hatte bisher mit 35 Schiffen die Invasionsflotte des Herzogs von Parma in Schach gehalten. Nachdem diese aber keine Anstalten machte auszulaufen, verstärkten seine ausgeruhten Männer und noch voll bewaffneten Schiffe die englische Flotte.
Der Herzog von Parma hatte die Invasion, von der er nie viel gehalten hatte, inzwischen abgeschrieben. Weder war es ihm gelungen, ausreichende Truppen zu rekrutieren, noch war er dazu in der Lage, geeigneten Schiffsraum für deren Transport zu organisieren. Er erwartete, dass die Armada ihm Schutz bot, und wurde jetzt im Gegenteil von der Armada aufgefordert, ihr mit Kanonenbooten beizustehen. Genau diese Kanonenboote hatte er aber nur in geringer Anzahl zur Verfügung. Zudem gab es das Problem, dass die spanischen Schiffe im Gegensatz zu den englischen einen zu großen Tiefgang hatten, um in den flachen niederländischen Küstengewässern zu operieren. Seine Invasionsflotte wäre somit der englischen Flotte ausgeliefert gewesen und selbst eine möglicherweise auf hoher See erfolgreiche spanische Flotte konnte ihm in den flachen holländischen Küstengewässern nicht beistehen.
Sein gesamtes Invasionsheer war in schlechtem Zustand. Er hatte mit finanziellen Schwierigkeiten zu kämpfen und konnte mitunter monatelang keinen Sold zahlen. Die Soldaten murrten und plünderten die Bevölkerung aus. Auch war sein Heer aus vornehmlich südländischen Söldnern zu früh schon im September 1587 einsatzbereit. In der folgenden kalten Jahreszeit erkrankten viele der Südländer, das kalte Wetter und die Inaktivität demoralisierten das Heer. Viele Soldaten starben oder desertierten. Im Frühjahr 1588 blieben von den 30.000 einsatzfähigen Männern des Vorjahrs nur 17.000 übrig.

### Die Armada in den Niederlanden
Trotzdem erreichte die Armada die Niederlande, wo allerdings die Koordination mit der Invasionsarmee Alexander Farneses, des Herzogs von Parma, nicht funktionierte. Die beiden spanischen Befehlshaber wechselten Depeschen, aber der Herzog konnte seine Leute wegen der feindlichen Blockade noch nicht einschiffen lassen und schon gar nicht dem Wunsch der Armada nachkommen, Munition zu liefern oder gar Kanonenboote zur Unterstützung der Armada abzustellen.
Die spanischen Schiffe hatten nach tagelangen Schusswechseln mit der englischen Flotte inzwischen massiven Munitionsmangel. Zwar war es bei den Plänkeleien nicht zu ernsthaften Beschädigungen auf beiden Seiten gekommen und die disziplinierte spanische Flotte konnte ihre Formation halten, aber der Verbrauch an Pulver und Kanonenkugeln war groß.
So wurde der französische Hafen von Calais erreicht, in dem sich der Herzog von Medina-Sidonia Nachschub erhoffte. Das innenpolitisch zerrissene Frankreich war Spanien offiziell freundlich gesinnt. Die Frage war, ob der Gouverneur eher dem von England unterstützten französischen König Heinrich III. zugeneigt war oder seinem von Spanien unterstützten katholischen Gegenspieler, dem sich auf dem Höhepunkt seiner Macht befindlichen Herzog von Guise, welcher kurz vorher den König aus Paris verjagt hatte. Die Franzosen schickten dem Herzog von Medina-Sidonia nur einen Früchtekorb als Antwort auf seine Bitte um Munition und Versorgungsgüter, behaupteten aber später, einem Lebensmitteleinkauf zugestimmt zu haben.
Admiral Howard hielt noch vor Erreichen der Meerenge einen Kriegsrat ab. Die bisherigen Aktionen der englischen Flotte hatten sich als nicht erfolgversprechend herausgestellt. Zwar gelangen Treffer auf den feindlichen Schiffen, aber nennenswerte Wirkung konnte nicht erzielt werden. Die Armada fuhr diszipliniert weiter in Formation ihren Kurs. Deshalb strukturierte der Admiral seine gegenüber den Spaniern deutlich kleinere Flotte aus etwa 100 Schiffen um. Er verteilte die Schiffe auf vier recht selbständige Kampfgruppen. Die Verbände wurden von ihm, Drake, Frobisher und John Hawkins befehligt. Die Verbände wurden so noch beweglicher und konnten besser auf spanische Aktivitäten reagieren. Währenddessen schickte Howard auch nachdrückliche Forderungen an seine Heimatbasen. Der Flotte ging, genau wie der spanischen Armada, die Munition aus.
Als die Armada im Hafen von Calais ankerte, griff die englische Flotte in der Nacht zum 7. August mit Brandern (brennende, führerlose Schiffe) an. Die dafür eingesetzten Höllenmaschinen hatte der italienische Ingenieur Federigo Giambelli entwickelt. Diese schon in Antwerpen erfolgreich gegen die Spanier eingesetzten Brander waren nicht mehr durch Enterung oder Schüsse gegen die Masten aus Nahdistanz zu bekämpfen, da ständige Explosionen und weitreichender Eisenregen eine Annäherung unmöglich machte.
Die Spanier kappten die Ankertaue und mussten den Hafen überstürzt und fluchtartig verlassen. In der anschließenden Seeschlacht von Gravelines kämpften sie deshalb erstmals ohne Schlachtordnung. Die nunmehr in schlagkräftigen Geschwadern agierenden Engländer konnten sich so zu mehreren auf je ein spanisches Schiff konzentrieren, versenkten aber dennoch nicht mehr als eine Handvoll und hatten zudem inzwischen auch nicht mehr genug Munition. Die Taktik der kleineren selbständigeren Geschwader bewährte sich aber völlig. So konnten die Engländer schnell auf sich ändernde Kräfteverhältnisse reagieren und einzelne spanische Schiffe oder Gruppen isolieren und erfolgreich bekämpfen. Der schwere Seegang verhinderte, dass die Spanier ihre schwersten Geschütze auf den untersten Decks ihrer Schiffe benutzen konnten. Ein Öffnen von deren Feuerklappen hätte auf Grund der schweren See zu gewaltigen Wassereinbrüchen durch diese und zum Untergang der Schiffe geführt. Die Engländer erkannten dies und reduzierten deshalb die Kampfdistanz, um die teils siebenfach beplankten Schiffe der Spanier zu „knacken“. Deshalb segelten die englischen Schiffe nun sehr nahe an die Spanier heran, um diesen aus Nahdistanz eine volle Breitseite mit verheerender Wirkung verpassen zu können. Sofort danach lösten sie sich wieder von ihrem Opfer und zogen sich auf sichere Entfernung zurück. Die Engländer konnten mit dieser Taktik zum ersten Mal spanische Schiffe in einer nennenswerten Anzahl schwer beschädigen und einige auch versenken.
Nur ein aufkommender Sturm beendete die Schlacht und rettete viele schwer angeschlagene spanische Schiffe, da die Engländer sich auf Grund des schweren Wetters letztendlich zurückziehen mussten und ihr Vernichtungswerk nicht vollenden konnten.
„Sie müssen dafür sorgen“, hatte König Philipp seinem Oberbefehlshaber Alonso Pérez de Guzmán, Herzog von Medina-Sidonia, eingeschärft, „dass Ihre Geschwader nicht aus der Schlachtformation ausscheren und dass keine Kapitäne, von Habgier getrieben, den fliehenden Feind verfolgen und Prisen machen.“ Der Herzog hatte sich eisern an diesen Befehl gehalten, doch die Brander zerstörten vorerst seine Formation.
Etwa 2000 Spanier und einige hundert Engländer verloren in diesem Kampf ihr Leben. Die Schlacht war ein klarer taktischer Sieg der Engländer. Zwar hatten die Spanier nach dem Ende der Schlacht immer noch mehr Schiffe als die Engländer, aber auch die größeren Verluste. Nur der aufziehende Sturm bewahrte sie vor der völligen Vernichtung. Die Engländer hatten ihr Ziel erreicht und eine Vereinigung der Armada mit dem Heer des Herzogs von Parma sowie deren Invasion Englands verhindert.
Den Spaniern gelang es letztlich nach dem Sturm, ihre Flotte wieder zu sammeln und zu formieren, jedoch war ihre Moral zerstört. Zudem war ihnen auch klar, dass ihr Unternehmen gescheitert war. An ein Einlaufen in die Themsemündung war nicht mehr zu denken. Das sich in ohnehin schlechtem Zustand befindliche Invasionsheer in den Niederlanden konnte nicht mehr eingreifen.

### Die Stürme und die Umsegelung der britischen Inseln
Beide Kontrahenten gerieten während der Seeschlacht von Gravelines in einen Sturm, der den Spaniern größere Verluste ersparte. Die anschließende Wiederherstellung der Schlachtordnung der Spanier war nur noch zweitrangig. In der Formation der Armada gab es viele schwer beschädigte Schiffe, auf den Schiffen zudem viele Verletzte. Die in selbständigen Gruppen operierenden englischen Verbände hatten die spanischen Schiffe dieses Mal sehr wirkungsvoll angreifen können und nur der Sturm hatte verhindert, dass die Engländer ihr Vernichtungswerk vollenden konnten. Die Truppen waren demoralisiert und die Aussichten schlecht, denn Spanien war unendlich weit weg. Wegen der Schäden an den spanischen Schiffen, des Munitionsmangels und widriger Winde, die es der Armada nicht erlaubten, wieder in den Kanal zurückzusegeln, musste die Invasion nun abgebrochen werden. Die Engländer trieben die Spanier nach Nordosten in Richtung der norwegischen Küste in die stürmische Nordsee. Zudem trat jetzt ein weiterer Gegner auf den Plan. Holländische Schnellsegler, die Kanonenboote von Justinus von Nassau, überfielen spanische Nachzügler, die zumeist kaum noch über Munition für eine Gegenwehr verfügten.
Am Abend des 9. August hielt man auf den Flaggschiffen beider Flotten Kriegsrat. Auch Howard hatte in erster Linie Nachschubprobleme. Er beorderte das Geschwader Lord Seymours zurück zur holländischen Küste, für den unwahrscheinlichen Fall, dass der Herzog von Parma doch noch seine Invasionsflotte in Marsch setzen würde. Die spanische Flotte sah er völlig zu Recht nicht mehr als eine ernste Gefahr für England an.
Der Kriegsrat der Spanier hatte größere Probleme. Fast alle der noch übrigen ca. 100 Schiffe waren mehr oder weniger stark beschädigt, viele kaum mehr manövrierfähig. Es gab fast keine Munition und Verpflegung mehr und es gab so weit entfernt von den eigenen Stützpunkten keine Möglichkeit, das zu ändern. Die Truppen und Offiziere waren demoralisiert. Es gab viele Verletzte und Kranke auf den Schiffen. Trotz dieser Umstände entschloss man sich, wenn binnen vier Tagen sich günstiger Wind einstellen sollte, den Versuch zu unternehmen, einen englischen Hafen zu erobern oder die nachfolgende Flotte Howards anzugreifen, um durch den Kanal flüchten zu können. Wie man das faktisch ohne Munition schaffen wollte, bleibt ein Geheimnis des Kriegsrates. Jedoch wurde das Wetter nur schlechter, und so blieb nur der riskante Weg nach Norden um Schottland herum. Wie viele der angeschlagenen Schiffe die Fahrt durch die nördlichen Stürme würden überstehen können, war unklar, aber die Spanier vertrauten mangels einer Alternative erneut auf Gott.
Die Engländer brachen die Verfolgung auf der Höhe des Firth of Forth ab. Howard erkannte, dass die Spanier keine Gefahr mehr darstellten. Zudem hatte die englische Flotte größere Probleme mit dem Gesundheitszustand ihrer Besatzungen und gleichfalls nicht mehr genug Munition für größere Angriffe. Den Engländern fehlten auch die Erfahrungen bezüglich der nötigen Hygiene und der Zusammensetzung der Schiffsverpflegung für längere Seereisen.
Am Sonnabend, dem 13. August, sah der spanische Admiral Herzog von Medina-Sidonia erstmals keine gegnerischen Segel mehr. Der Zustand seiner Flotte war kläglich. Sieben der größten Linienschiffe waren gesunken, die restlichen arg zerschossen und nicht wenige hatten große Mühe, sich überhaupt noch über Wasser zu halten. Ein Fünftel der Besatzungen war tot oder zumindest kampfunfähig. Die Disziplin war verloren gegangen, und als es am 9. August zum letzten großen Aufeinandertreffen der Flotten kam, hatte ein großer Teil der Schiffe die übermittelten Befehle des Admirals ignoriert und ihre Positionen in der Schlachtordnung nicht eingenommen. Zwanzig der Pflichtvergessenheit beschuldigte Kapitäne (immerhin fast jeden vierten der überhaupt noch vorhandenen Kapitäne) verurteilte ein Schnellgericht des Admirals zum Tode, und eines der Urteile wurde zur Abschreckung auch vollstreckt, die anderen Kapitäne gefesselt in den Kielraum des Flaggschiffes verbracht.
Jedoch gab es genug weitere Probleme. Es mangelte an Trinkwasser und auch an Nahrung auf den Schiffen der Armada. Die für die Anlandung an Bord genommenen Pferde und Esel wurden entweder geschlachtet und verzehrt oder ins Meer gestoßen. Die Nahrung wurde rationiert und Offiziere und Soldaten bekamen pro Tag nur noch ca. zweihundert Gramm Zwieback, einen halben Liter zumeist verdorbenes Wasser und einen Viertelliter Wein. Unter diesen Bedingungen starben viele durch Entkräftung oder an Krankheiten, welche die sich verschlechternde Hygiene hervorrief.
Die Armada wurde auf dem Weg zurück nach Spanien um die britischen Inseln herum in den nördlichen Stürmen schwer getroffen, einzelne Schiffe bis vor die Felsen Norwegens geworfen. Allein beim Untergang der Galeasse Girona vor Lacada Point (County Antrim, Nordirland) starben etwa 1300 Menschen, eine annähernd gleiche Opferzahl gab es bei der Strandung der drei Schiffe Juliana, Lavia und Santa Maria de Vison vor Streedagh Strand (County Sligo, Irland). Etwa 3000 Spanier strandeten an der schottischen und vor allem irischen Küste. Weit über 1000 Schiffbrüchige wurden von Strandräubern und den in Irland stationierten englischen Soldaten getötet. Einigen gelang es aber auch, bei der katholischen und englandfeindlichen irischen Landbevölkerung unterzutauchen. Der Gesamtverlust der Spanier durch die Naturgewalten des Nordatlantiks im Juli und August 1588 belief sich auf 64 Schiffe und mindestens 12.000 Mann. Zwei Wochen tobte der Sturm. Als er sich legte, befand sich die angeschlagene Armada immer noch jenseits des 58. Breitengrades, auf der Höhe Nordenglands. Anderthalb Monate dauerte die Heimreise der geschlagenen Armada. Am 22. September traf das Flaggschiff San Martín im spanischen Hafen Santander ein, gefolgt von 66 mehr oder weniger schwer beschädigten Schiffen. Später lief noch ein weiteres Schiff ein. Diese 68 Wracks waren alles, was von den 130 als unbesiegbare Armada aufgebrochenen Schiffen übrig blieb.
Philipp II. kommentierte das wie folgt: „Ich habe meine Flotte nicht gegen Sturm und Wellen ausgesandt, sondern gegen Menschen.“ Den Herzog von Medina-Sidonia, den Admiral wider Willen, der sich gegen seine Ernennung gesträubt hatte, machte der König nicht für die Niederlage verantwortlich. Der Herzog diente dem König noch weitere zehn Jahre lang treu bis zu dessen Tod und darüber hinaus weitere zwölf Jahre der spanischen Krone in höheren Ämtern.
Auch die Engländer erlitten schwere Verluste, denn in der englischen Flotte starben 6000 bis 8000 Seeleute, allerdings hauptsächlich an Krankheiten wie Ruhr und Flecktyphus. Nach der Schlacht starben erheblich mehr Seeleute an Seuchen denn an den Gefechten selber. Im Gegensatz zu den spanischen Soldaten und Seeleuten gab es für die englischen Veteranen der Schlacht keinerlei staatliche Unterstützung.

## Der andauernde Krieg

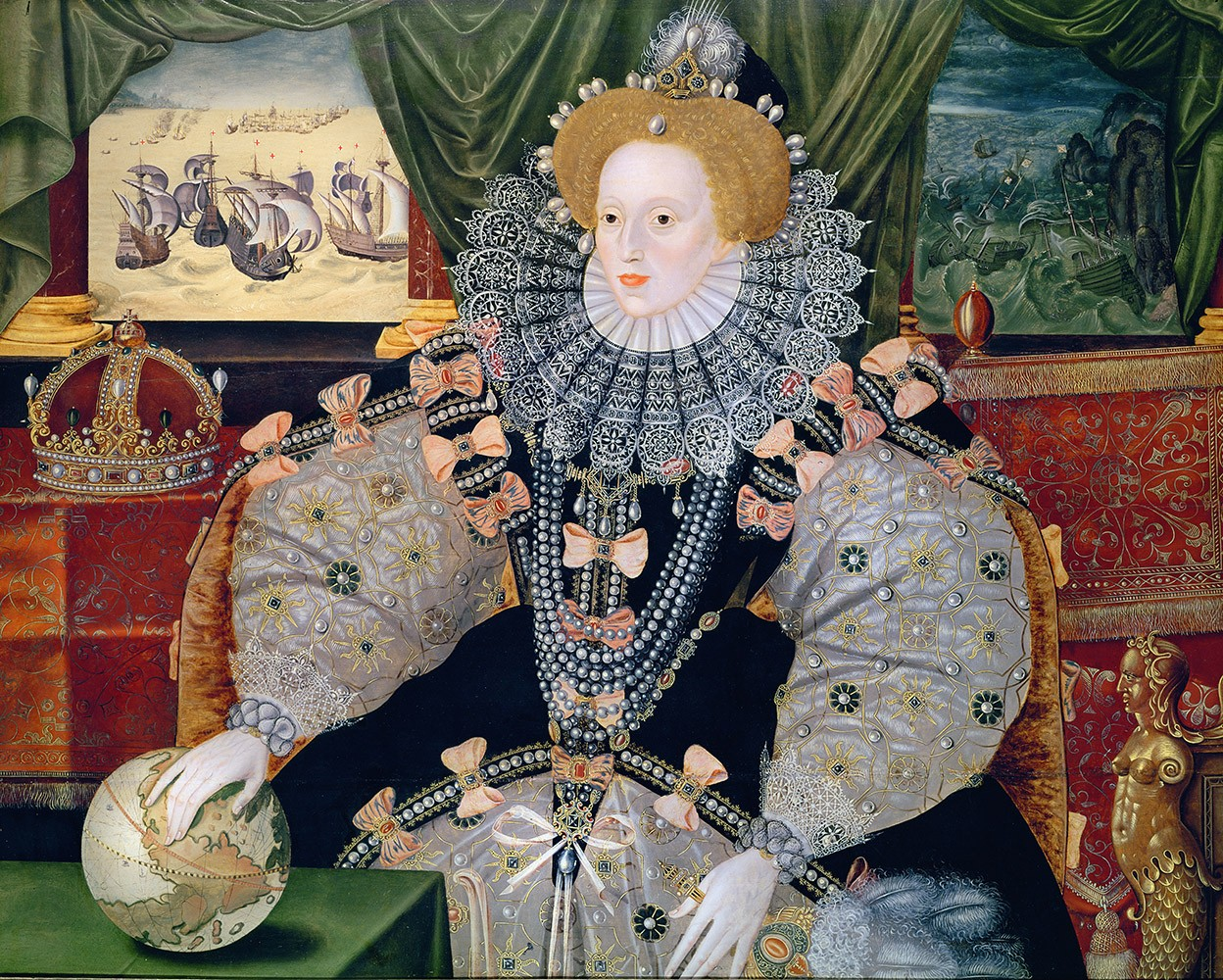
Das Armada-Portrait von George Gower zeigt Elizabeth I. und im Hintergrund links die englische Flotte, rechts die versinkende spanische Armada.

Die unmittelbaren Auswirkungen der spanischen Niederlage waren trotz allem begrenzt. Die Spanier konnten viele ihrer hochseetauglichen Schiffe wieder in spanischen Häfen in Sicherheit bringen.
Philipp II. erkannte die Fehler der Armada. Für die neue Flotte wollte er moderne Artillerie und wendigere Schiffe. Er ging unter gänzlich anderen Gesichtspunkten an den weiteren Aufbau der Flotte heran. In Spanien wurden moderne Werften und Waffenschmieden gegründet, für die Philipp II. aus ganz Europa die entsprechenden Meister anwarb. Jedoch war er selber durch die Gicht inzwischen auf einen Rollstuhl angewiesen und verließ seinen Palast nicht mehr. Die letzten Jahre seines Lebens regierte er sein weltumspannendes Reich nur noch vom Schreibtisch aus.
1589 versuchten die Engländer mit der Englischen Armada im Gegenzug die Spanier anzugreifen, was jedoch vollständig misslang. Der ursprüngliche englische Plan war es, die spanische Flotte in Santander und San Sebastián zu attackieren, sie griffen jedoch La Coruña an, wo sie mit schweren Verlusten wieder abziehen mussten. Auch waren sie nicht in der Lage, die spanische Silberflotte abzufangen. Ebenso misslang der Versuch, mit Hilfe der portugiesischen Aufständischen die Spanier aus Portugal zu vertreiben.
Die spanische Flottenrüstung ging unverändert weiter und in den Jahren darauf wurde die spanische Flotte wesentlich stärker als vor der Niederlage. Die Spanier verdreifachten ihre Silberausfuhren aus den Überseekolonien und besiegten die Engländer auf See 1591, 1595 und 1597. Jedoch konnten die Spanier mit ihrem Feudalismus zunehmend nicht mehr mit dem sich entwickelnden Kapitalismus in England und den Niederlanden mithalten. Spanien stand immer wieder kurz vor dem Staatsbankrott oder musste ihn erklären. Allein Philipp II. erklärte 1557, 1575 und 1596 den Staatsbankrott. Die Wirtschaft in England und den Niederlanden entwickelte sich dagegen gerade wegen ihrer kolonialen Eroberungen sehr profitabel.

## Fazit
Die schwere Niederlage der Armada leitete, wenn schon nicht den Übergang der Vormacht zu See von Spanien auf England, so doch auf jeden Fall den Beginn der Stagnation Spaniens ein. Das kleine England hatte dem Weltreich Spanien die Stirn geboten, und so die Notwendigkeit aufgezeigt, ein gewaltiges Kolonialreich wie das Spaniens mit einer entsprechenden Flotte zu schützen.
Als Reaktion auf das Ergebnis der Seeschlacht begannen die Spanier erst nach 1588 verstärkt, systematisch eine hochseetaugliche Flotte für den Atlantik aufzubauen. Allerdings war dies eine weitere Last für den ohnehin notorisch klammen spanischen Staatshaushalt. Trotz gewaltiger Gold- und Silberströme aus Südamerika war Spanien ständig vom Staatsbankrott bedroht. Für den Aufbau der Armada hatte Philipp II. Krongüter und Adelstitel verkaufen müssen, um die Summe von ca. 10 Millionen Dukaten aufbringen zu können, die die Armada letztendlich kostete. Der Ausbau der spanischen Flotte und das Ausrüsten zweier weiterer Armadas verschlangen ebenfalls große Summen, die den spanischen Staat weiter unter Druck setzten.
Dass die spanische Seemacht noch durchaus schlagkräftig war, erwies sich 1589, als ein englischer Gegenangriff erfolgreich abgewehrt wurde. Was Philipp II. 1588 wirklich verlor, war die mit dem Unternehmen Armada verbundene Propagandaschlacht. Elisabeth I. konnte diese so nachhaltig für sich entscheiden, dass bis in die jüngste Zeit hinein selbst historisch Gebildete unhinterfragt glauben, die spanische Vorherrschaft zur See sei damals tatsächlich dramatisch und anhaltend geschwächt worden.
Die eigentliche Vernichtung der Armada fand am 25. April 1607 in der Bucht von Gibraltar statt. Dort wurden in einem Überraschungsangriff eines Flottenverbandes aus den aufständischen Provinzen Holland und Zeeland unter der Führung von Jacob van Heemskerk die dort ankernden spanischen Schiffe zerstört. Die Holländer hatten selbst nur geringe Verluste; darunter ihren Befehlshaber. Das war das tatsächliche Ende der Vormachtstellung der Spanier, denn sie waren wirtschaftlich nicht mehr dazu in der Lage ihre gewaltigen Verluste vollständig durch Neubauten zu ersetzen. Der Plan der Holländer ging auf: Diese Niederlage machte die Spanier reif für Verhandlungen, die 1609 in den zwölfjährigen Waffenstillstand zwischen Spanien und der jungen Republik der 7 Provinzen mündeten. Damit begann die kurze Zeit der niederländischen Vormachtstellung.
Im Verlauf des 17. Jahrhunderts konnte England durch die drei englisch-niederländischen Seekriege und im 18. Jahrhundert durch die Auseinandersetzungen mit Frankreich seine Seemachtposition immer weiter ausbauen, bis es 1805 durch die Schlacht von Trafalgar für ein Jahrhundert zur vorherrschenden Seemacht aufstieg. Die Vormachtstellung Spaniens als stärkste Landmacht Europas ging nach der Unterzeichnung des Pyrenäenfriedens im Jahre 1659 endgültig an Frankreich über.

## Flottenliste
Bereits während der Zusammenstellung erschienen gedruckte Listen über die Größe und Ausstattung der einzelnen Schiffe und der gesamten Flotte. Das Konzept der Zusammenstellung der einzelnen Geschwader wurde bereits 1586 geschrieben und 1588 ins Deutsche übersetzt publiziert. Da auch englische Übersetzungen vorhanden waren, kann man davon ausgehen, dass es erstens ein spanischer Propagandazug gegen alle Nicht-Katholiken war und zweitens die englische Seite sehr gut über den erwarteten Angriff informiert gewesen sein muss.